# Joseph Pözl
Joseph Pözl, seit 1868 von Pözl, (* 5. November 1814 in Pechtnersreuth/Oberpfalz; † 9. Januar 1881 in München) war ordentlicher Universitätsprofessor für Staatsrecht und Reichsrat der Krone Bayern. Er war ab 1863 Abgeordneter und ab dem 1. April 1865 bis zum Ende der Legislaturperiode 1869 Präsident der Kammer der Abgeordneten in Bayern.

## Biographie
Pözl wurde in Pechtnersreuth, einem oberpfälzischen Dorf unweit von Waldsassen als Sohn „schlichter, jedoch nicht unbemittelter“ Landleute geboren. 
Nach dem Abitur in Amberg 1835 begann er sein staatswissenschaftliches Studium an der Ludwig-Maximilians-Universität München. Er promovierte am 10. November 1842 mit der Arbeit „Ist der Patron als solcher baupflichtig?“. 1843 folgte seine Habilitationsschrift an der Universität Würzburg mit dem Titel „De privilegiis fisci bavarici“. 
Im Juli 1845 wurde er außerordentlicher, zwei Jahre später ordentlicher Professor in München, wo er den Lehrstuhl für allgemeines und bayerisches Staatsrecht, für bayerisches Verwaltungsrecht und Polizei-Wissenschaft innehatte. Seit 1859 war er Herausgeber der Kritischen Vierteljahresschrift für Gesetzgebung und Rechtswissenschaft. Nach Errichtung der technischen Hochschule (Politechnikum) in München hielt er auch dort Vorlesungen über bayerisches Verfassungs- und Verwaltungsrecht, bis er sich 1878 veranlasst sah, wegen Krankheit diese Funktion niederzulegen.
Mitte Dezember 1880 erkrankte Pözl und seine Kräfte verfielen zusehends. Am späten Abend des 9. Januar 1881 starb er. Er wurde am Nachmittag des 12. Januar 1881 auf dem Nördlichen Friedhof in München beigesetzt.

## Politische Aktivitäten
1848 wurde Pözl von zwei bayerischen Bezirken in die Frankfurter Nationalversammlung gewählt. Er trat dem Württemberger Hof, der Hauptfraktion des linken Zentrums, bei. Im September 1848 spalte sich der rechte Flügel des Württemberger Hofes ab und gründete den sogenannten Augsburger Hof, dessen Mitglied Pözl wurde. Im Mai 1849 ging er enttäuscht in seine Heimat zurück. Seine Frau fiel in dieser Zeit in geistige Umnachtung, so dass die Ehe kinderlos blieb. 1858 wurde er in die Abgeordnetenkammer gewählt und vertrat dabei die Landeshauptstadt München. 1863 wurde er zum 2. Kammerpräsidenten und zwei Jahre später zum ersten Kammerpräsidenten gewählt. Bei den Wahlen 1869 verlor er sein Amt für die Mittelpartei an die erstarkten Ultramontanen. Drei Jahre später (1872) berief ihn die bayerische Krone in die Kammer der Reichsräte als deren lebenslanges Mitglied.

## Veröffentlichungen
(Auswahl)
- Kompendium des bayerischen Staatsverfassungsrechtes, 1847.
- Lehrbuch des bayerischen Verfassungsrechtes, 1851.
- Lehrbuch des bayerischen Verwaltungsrechtes, 1856.
- Grundriß zu Vorlesungen über Polizei, 1866.
- Kommentar zum Grundentlastungsgesetz und zum bayerischen Wassergesetz, 1880.